# بغداد أمرييف
بغداد أمرييف (بالأذرية: Bağdad Amreyev) (مواليد 1959 في شولاك كورغان، كازاخستان)، وتخرج في جامعة ولاية طاجيك مع شهادة في الدراسات الشرقية. يجيد اللغة الكازاخستانية والروسية واللغة العربية والإنجليزية والتركية والفارسية. وهو متزوج من أرداك أمرييفا وله ثلاثة أطفال.
يشغل بغداد أمرييف حاليا منصب الأمين العام للمجلس التركي منذ 3 سبتمبر 2018. كما شغل سابقا سفيرا لبلاده في كل من إيران وتركيا ومصر والسعودية وسفيرا غير مقيم في ألبانيا وفي دول الشرق الأرسط.